# Shao Ting
Shao Ting (邵婷S, Shào TíngP; Shanghai, 10 dicembre 1989) è un'ex cestista cinese.

## Carriera
Con la Cina ha preso parte ai Giochi della XXXI Olimpiade.